# Cagliari Calcio
Cagliari Calcio, zkráceně jen Cagliari je italský fotbalový klub hrající v sezóně 2025/26 v 1. italské fotbalové lize, sídlící v Cagliari na Sardinii.
Klub byl založen 30. května 1920 jako Cagliari Football Club. Založil jej lékař Gaetano Fichera. První zápas klub odehrál vítězně 8. září 1920 nad klubem Torres. V roce 1926 se hráči klubu poprvé oblékli dres červeno, modré barvy. Vzhledem k nedostatku finančních prostředků v roce 1932 musel klub prodat ty nejlepší hráče včetně trenéra Erbsteina. To nepomohlo a v roce 1935 se kvůli dluhům rozpadl a skončil. Do regionální soutěže byl již přihlášen klub nový: Unione Sportiva Cagliari, který přebral sportovní odkaz starého klubu.
Sezonu 1947/48 odehrál ve 2. lize a skončil na 18. místě a sestoupil zpět do 3. ligy kterou hrál před válkou. Druhou ligu hraje od sezony 1953/54. Postup do nejvyšší ligy si klub zajistil druhým místem v sezoně 1963/64. Evropské poháry klub hrál prvně v sezoně 1966/67 a to Středoevropský pohár. Klub došel do osmifinále. Středoevropský pohár hrál i další dvě sezony, ale bez velkých úspěchů. Ligová sezona 1968/69 je pro klub výborná. V lize skončil na 2. místě, o čtyři body za mistrem. V italském poháru se umístili na 2. místě a jejich střelec Luigi Riva se stal s 20 brankami nejlepším střelcem ligy. Příští sezona 1969/70 byla historicky nejlepší. Klub se stal mistrem ligy o čtyři body před Interem. A Luigi Riva obhájil tabulku střelců. V italském poháru klub získal bronz.
V PMEZ došli do 2. kola, když jej vyřadilo Atlético Madrid. Od titulu se klub ze Sardinie už nepřiblížil k vyšším příčkám a tak v sezoně 1975/76 sestoupil do 2. ligy. Vrátili se na sezonu 1979/80 a pak opět sestoupili v sezoně 1982/83. Nejhorší období v historii klubu je sestup do 3. ligy v sezoně 1986/87. V sezoně 1988/89 3. ligu vyhrál a slavil postup.
Zpět v nejvyšší lize je klub v sezoně 1990/91 díky trenérovi Ranierovi. Velký mezinárodní úspěch je hraní v poháru UEFA. Došli až do semifinále a tam prohráli z pozdějšími vítězem Interem (3:2 a 0:3). Za tři roky v lize prohrál v play out a sestoupil do 2. ligy. Klub se co nejrychleji možné době vrátil zpět do nejvyšší ligy, ale po dvou sezonách ji opět opustil. Opět se vrátil v sezoně 2004/05. Poslední sestup do 2. ligy je v sezoně 2021/22.
Nejvyšší soutěž hrál ve 44 sezonách. Serii A hrál nejdéle 12 sezon (1964/65) až 1975/76). V italském poháru je největší úspěch ve vyřazovacích bojích semifinále ve 3 sezonách. Jinak je 2. místo v ročníku 1968/69.
Ve druhé lize klub odehrál 30 sezon a vyhrál ji 1x.

## Změny názvu klubu
- - 1920/21 – 1923/24 – Cagliari FC (Cagliari Football Club)
  - 1924/25 – 1934/35 – CS Cagliari (Club Sportivo Cagliari)
  - 1935/36 – 1970/71 – US Cagliari (Unione Sportiva Cagliari)
  - 1971/72 – Cagliari Calcio (Cagliari Calcio)

## Získané trofeje

### Vyhrané domácí soutěže
- 1. italská liga ( 1x )

1969/70
- 2. italská liga ( 1x )

2015/16
- 3. italská liga ( 3x )

1951/52, 1961/62, 1988/89

#### Medailové umístění
| Medaile umístění | Sezona  |
| ---------------- | ------- |
| Serie A          | 1969/70 |
| Serie A          | 1968/69 |
| Italský pohár    | 1968/69 |
| Italský pohár    | 1969/70 |

## Soupiska
Aktuální k 3. 2. 2025
| Číslo |           | Pozice | Hráč               |
| ----- | --------- | ------ | ------------------ |
| 1     | Itálie    | B      | Giuseppe Ciocci    |
| 3     | Itálie    | O      | Tommaso Augello    |
| 6     | Itálie    | O      | Sebastiano Luperto |
| 8     | Francie   | Z      | Michel Adopo       |
| 9     | Belgie    | Ú      | Florinel Coman     |
| 10    | Itálie    | Z      | Nicolas Viola      |
| 14    | Itálie    | Z      | Alessandro Deiola  |
| 16    | Itálie    | Z      | Matteo Prati       |
| 18    | Rumunsko  | Z      | Răzvan Marin       |
| 19    | Itálie    | O      | Nadir Zortea       |
| 21    | Česko     | Z      | Jakub Jankto       |
| 24    | Argentina | O      | José Luis Palomino |

| Číslo |                   | Pozice | Hráč                         |
| ----- | ----------------- | ------ | ---------------------------- |
| 25    | Itálie            | B      | Elia Caprile                 |
| 26    | Kolumbie          | O      | Yerry Mina                   |
| 28    | Itálie            | O      | Gabriele Zappa               |
| 29    | Konžská republika | Z      | Antoine Makoumbou            |
| 30    | Itálie            | Ú      | Leonardo Pavoletti (kapitán) |
| 33    | Slovensko         | O      | Adam Obert                   |
| 70    | Itálie            | Z      | Gianluca Gaetano             |
| 71    | Albánie           | B      | Alen Sherri                  |
| 77    | Angola            | Ú      | Zito Luvumbo                 |
| 80    | Zambie            | Ú      | Kingstone Mutandwa           |
| 91    | Itálie            | Ú      | Roberto Piccoli              |
| 97    | Itálie            | Ú      | Mattia Felici                |

## Účast v ligách
| Úroveň soutěže | Název soutěže (nynější název) | První hraná sezona | Poslední hraná sezona | celkem odehraných sezon |
| -------------- | ----------------------------- | ------------------ | --------------------- | ----------------------- |
| 1              | Serie A                       | 1964/65            | 2025/26               | 45                      |
| 2              | Serie B                       | 1931/32            | 2022/23               | 30                      |
| 3              | Serie C                       | 1936/37            | 1988/89               | 14                      |

Historická tabulka Serie A od sezony 1929/30 do 2024/25.
| Celkové místo | Odehraných sezon | Celkem bodů | Celkem zápasů | Celkem výher | Celkem remíz | Celkem proher | Celkové skore |
| ------------- | ---------------- | ----------- | ------------- | ------------ | ------------ | ------------- | ------------- |
| 14            | 44               | 1601        | 1520          | 435          | 491          | 594           | 1667:1984     |

## Fotbalisté

### Historické statistiky
| Počet utkání | Počet utkání     | Počet utkání |  | Počet branek | Počet branek    | Počet branek |
| Pořadí       | Jméno            | Počet        |  | Pořadí       | Jméno           | Počet        |
| 1.           | Daniele Conti    | 434          |  | 1.           | Luigi Riva      | 164          |
| 2.           | Mario Brugnera   | 328          |  | 2.           | David Suazo     | 94           |
| 3.           | Luigi Piras      | 320          |  | 3.           | Giovanni Pisano | 88           |
| 4.           | Luigi Riva       | 315          |  | 4.           | João Pedro      | 87           |
| 5.           | Diego Luis López | 313          |  | 5.           | Ettore Recagni  | 84           |

### Rekordní přestupy
| Nákup  | Nákup              | Nákup     | Nákup        | Nákup          |  | Prodej | Prodej           | Prodej    | Prodej   | Prodej         |
| Pořadí | Jméno              | sezona    | klub         | částka         |  | Pořadí | Jméno            | sezona    | klub     | částka         |
| 1.     | Nahitan Nández     | 2019/2020 | Boca Juniors | 16,2 mil. Euro |  | 1.     | Nicolò Barella   | 2020/2021 | Inter    | 32,5 mil. Euro |
| 2.     | Marko Rog          | 2020/2021 | Neapol       | 15 mil. Euro   |  | 2.     | Jonathan Zebina  | 2000/2001 | Řím      | 18,4 mil. Euro |
| 3.     | Giovanni Simeone   | 2020/2021 | Fiorentina   | 13 mil. Euro   |  | 3.     | Alessandro Matri | 2011/2012 | Juventus | 15,5 mil. Euro |
| 4.     | Roberto Piccoli    | 2025/2026 | Atalanta     | 12 mil. Euro   |  | 4.     | Radja Nainggolan | 2017/2018 | Řím      | 15 mil. Euro   |
| 5.     | Leonardo Pavoletti | 2017/2018 | Neapol       | 9,8 mil. Euro  |  | 5.     | David Suazo      | 2007/2008 | Inter    | 13 mil. Euro   |

### Nejlepší střelci v soutěžích
| Nejlepší střelci v lize (3 prvenství) | Nejlepší střelci v pohárech (5)                                |
| ------------------------------------- | -------------------------------------------------------------- |
| Luigi Riva (1966/67) 18 branek        | Renzo Cappellaro+Luigi Riva+Francesco Rizzo (1964/65) 3 branky |
| Luigi Riva (1968/69) 20 branek        | Luigi Riva (1968/69) 9 branek                                  |
| Luigi Riva (1969/70) 21 branek        | Luigi Riva (1972/73) 8 branek                                  |
|                                       | Patrick M’Boma (1999/00) 6 branek                              |
|                                       | Marco Borriello (2016/17) 4 branky                             |

### Na velkých turnajích

#### Vítěz Mistrovství světa
- Franco Selvaggi (MS 1982)

#### Účastníci Mistrovství světa
- Francesco Rizzo (MS 1966)
- Enrico Albertosi (MS 1970)
- Pierluigi Cera (MS 1970)
- Comunardo Niccolai (MS 1970)
- Luigi Riva (MS 1970)
- Angelo Domenghini (MS 1970)
- Sergio Gori (MS 1970)
- Luigi Riva (MS 1974)
- Enrico Albertosi (MS 1974)
- Federico Marchetti (MS 2010)
- Mauricio Pinilla (MS 2014)
- Víctor Ibarbo (MS 2014)

#### Vítěz Mistrovství Evropy
- Luigi Riva (ME 1968)

#### Účastníci Mistrovství Evropy
- Bartosz Salamon (ME 2016)
- Adam Obert (ME 2024)

#### Vítěz Copa América
- José Oscar Herrera (CA 1995)

#### Účastníci Copa América
- Enzo Francescoli (CA 1993)
- José Oscar Herrera (CA 1993)
- Diego Luis López (CA 1999)
- David Suazo (CA 2001)
- Nahitan Nández (CA 2021)
- Diego Godín (CA 2021)
- Nahitan Nández (CA 2024)
- Gianluca Lapadula (CA 2024)
- Yerry Mina (CA 2024)

#### Vítězové Afrického poháru národů
- Patrick M’Boma (APN 2000)
- Keita Baldé (APN 2021)

#### Účastník Afrického poháru národů
- Zito Luvumbo (APN 2023)

#### Účastníci Olympijských her
- David Suazo (OH 2000)
- Robert Acquafresca (OH 2008)
- Eldor Shomurodov (OH 2024)

## Česká stopa

### Trenér
- Zdeněk Zeman (2014/15)

### Hráč
- Josef Hušbauer (2015)
- Jakub Jankto (2023–2025)